# 5. prosinca
5. prosinca (5. 12.) 339. je dan godine po gregorijanskom kalendaru (340. u prijestupnoj godini).
Do kraja godine ima još 26 dana.

## Događaji
- 1484. – Papa Inocent VIII. izdao je bulu Summis desiderantes affectibus kojom se inkvizitorima kao najvišim čuvarima rimokatoličke vjere odobrava proganjanje i osuđivanje vještica na području Njemačke, što im je dalo široke ovlasti u proganjanju i osuđivanju navodnih vještica i heretika. Pokrenut je val procesa protiv vještica, odnosno žena koje su smatrane pomagačicama sotone.
- 1918. – u Zagrebu izbio veliki prosvjed protiv stvaranja Kraljevine Srba, Hrvata i Slovenaca koji su srpske postrojbe (policija-mornari i srpski "sokolovi") ugušile u krvi, po zapovijedi Grge Budislava Angjelinovića.[1]
- 1926. – Održana je premijera filma Oklopnjača Potemkin, slavnog sovjetskog redatelja Sergeja Eisensteina
- 1931. – Katedrala Krista Spasitelja u Moskvi je uništena po nalogu Staljina.
- 1943. – Saveznici bombardirali Split i Kaštel-Sućurac. U Kaštel-Sućurcu u crkvi je tim bombardiranjem ubijeno više od sto ljudi.

| - 1714. (ili 1715.) – Bogomir Palković, hrvatski pisac iz Gradišća († 1778.) - 1782. – Martin Van Buren, američki političar i predsjednik († 1862.) - 1855. – Ambroz Haračić, hrvatski botaničar i meteorolog († 1916.) - 1860. – Milan Sunko, hrvatski likovni umjetnik († 1891.) - 1872. – Harry Nelson Pillsbury, američki šahist († 1906.) - 1901. – Walt Disney, američki crtač animiranog filma i producent († 1966.) - 1954. – Boro Primorac, nogometaš Hajduka, strijelac prvog gola na Poljudu. - 1973. – Sorin Grindeanu, rumunjski statističar, računalni znanstvenik i političar - 1982. – Marija Omaljev-Grbić, hrvatska glumica - 1985. – Frankie Muniz, američki glumac i vozač utrka | - 1794. – Wolfgang Amadeus Mozart, austrijski skladatelj (* 1791.) - 1870. – Alexandre Dumas (otac), francuski književnik (* 1802.) - 1925. – Josip Pazman, hrv. svećenik, ravnatelj Hrv. zavoda sv. Jeronima u Rimu (* 1863.) - 1926. – Claude Monet, francuski slikar (* 1840.) - 1932. – Josip Bersa, hrvatski književnik i arheolog (* 1862.) - 1965. – Joseph Erlanger, američki fiziolog, nobelovac (* 1874.) - 1979. – Sonia Delaunay, ukrajinsko-francuska umjetnica (* 1885.) - 1991. – Rupert Rozmarić, hrvatski katolički svećenik, franjevac (* 1921.) - 2003. – Zdravka Krstulović, hrvatska glumica (* 1940.) - 2007. – Karlheinz Stockhausen, njemački skladatelj (* 1928.) - 2013. – Nelson Mandela, južnoafrički političar, borac protiv apartheida i prvi crni predsjednik JAR-a (* 1918.) - 2017. – Sonia Bićanić, anglistica (* 1920.) |

## Svjetski dani
- Međunarodni dan volontera